# تام آلدرد
تام آلدرد (انگلیسی: Tom Aldred؛ زادهٔ ۱۱ سپتامبر ۱۹۹۰) بازیکن فوتبال اهل بریتانیا است.
از باشگاه‌هایی که در آن بازی کرده است می‌توان به باشگاه فوتبال وورکینگتون ای. اف. سی، باشگاه فوتبال اینورنس کالدنیون تیسل، باشگاه فوتبال کولچستر یونایتد، باشگاه فوتبال استوک‌پورت کانتی، باشگاه فوتبال تورکی یونایتد، باشگاه فوتبال بارو، باشگاه فوتبال بلکپول، باشگاه فوتبال کارلایل یونایتد، باشگاه فوتبال واتفورد، و باشگاه فوتبال آکرینگتون استنلی اشاره کرد.
وی همچنین در تیم ملی فوتبال زیر ۱۹ سال اسکاتلند بازی کرده است.